# اسکار برادنی
اسکار برادنی (انگلیسی: Oscar Brodney؛ زاده ۱۸ فوریهٔ ۱۹۰۷ درگذشته ۱۲ فوریهٔ ۲۰۰۸) یک فیلم‌نامه‌نویس اهل ایالات متحده آمریکا بود.